# Белошапка Артем Борисович
Белошапка Артем Борисович (нар. 4 листопада 1985 року) — український футболіст, воротар. Син відомого в минулому воротаря «Зірки» Бориса Белошапки.
Виступав за команди «Кримтеплиця», «Кривбас» (дубль), «Кривбас-2», «Фенікс-Іллічовець», «Комунальник», ФК «Полтава», «Зірка»
На професіональному рівні дебютував 26 вересня 2004 року в матчі чемпіонату України «Кримтеплиця» — ПФК «Севастополь», замінивши на 86-й хвилині матчу Романа Єрещенка. Усього, станом на 7 листопада 2010 року, в першій лізі зіграв 58 матчів (не враховуючи 6 матчів за «Комунальник», результати яких анульовані), у другій лізі — 12 матчів. У Кубку України зіграв один матч («Кремінь» — «Комунальник» — 1:1, пен.2:4; 6 серпня 2008 року)
Восени 2010 року Белошапка у складі «Зірки» двічі виходив на поле як польовий гравець (на 90-ій хвилині матчу проти ФСК «Прикарпаття» і на 80-ій хвилині матчу проти «Фенікса-Іллічовця»).